# Рыбчино
Рыбчино (укр. Рибчине) — село в Новгородковской поселковой общине Кропивницкого района Кировоградской области Украины.
До 2020 года входило в Новгородковский район
Население по переписи 2001 года составляло 290 человек. Почтовый индекс — 28213. Телефонный код — 5241. Код КОАТУУ — 3523483605.